# CD Maxaquene

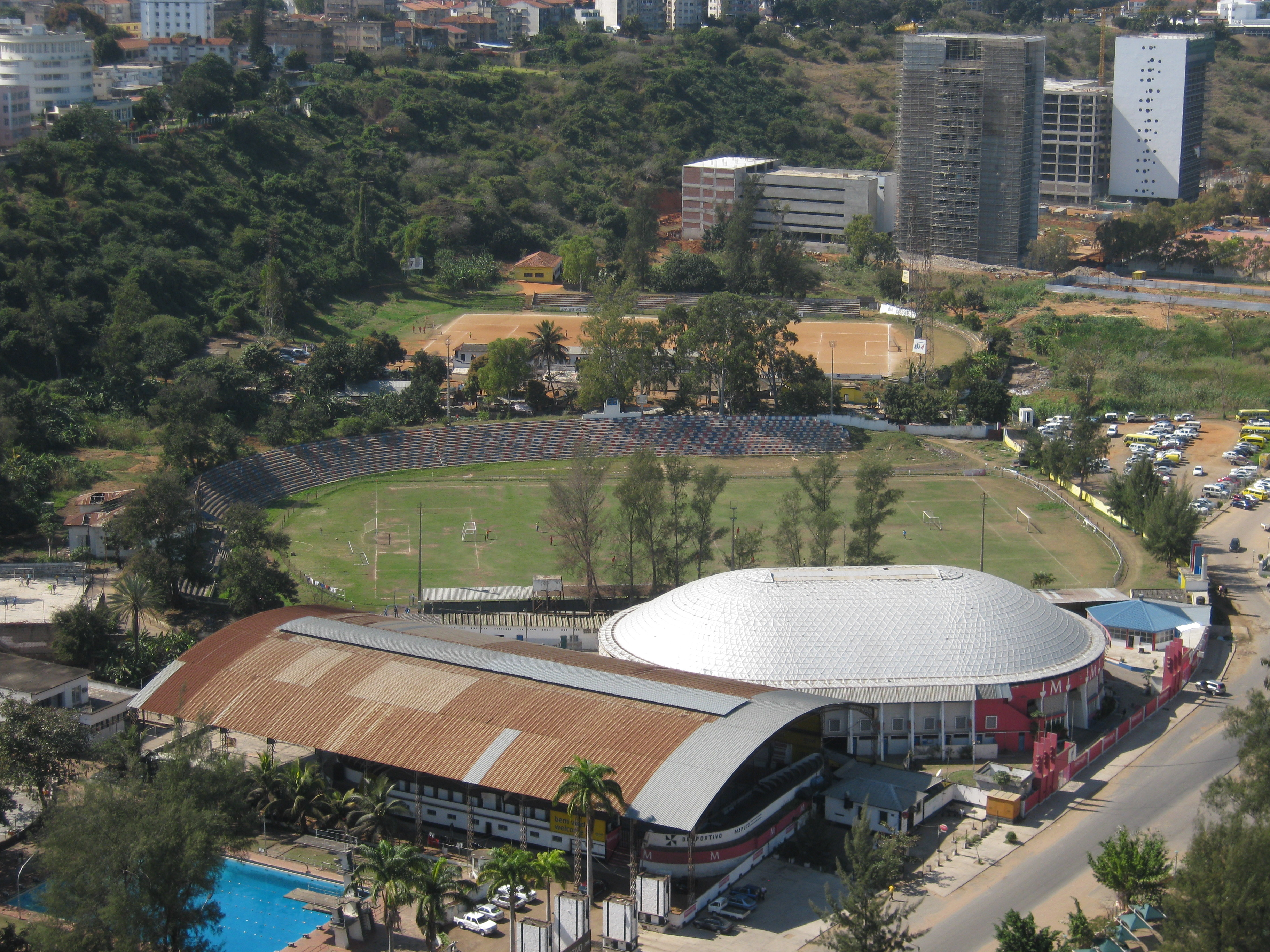
Estádio do Desportivo

Der Clube de Desportos da Maxaquene, oft kurz Maxacca genannt, ist ein Sportverein aus der Hauptstadt Mosambiks, Maputo, vormals als Lourenço Marques bekannt. Der Verein wurde 1920 von Portugiesen unter dem Namen Sporting Clube de Lourenço Marques primär als Fußballverein gegründet. Bekanntester Fußballspieler der Vereinsgeschichte ist Eusébio, der in den 1960er Jahren mit Benfica Lissabon den Europapokal gewann und Rekordtorschütze der Weltmeisterschaft von 1966 war.
Dir Fußballmannschaften des Vereins haben seit 1922 zahlreiche Meisterschaften gewonnen und Maxaquene zählt auch heutzutage zu den Spitzenmannschaften des Landes. Neben dem Fußball betreibt der Verein auch erfolgreich Handball und Basketball. Die Basketballmannschaft gewann in der Kolonialzeit mehrfach die Meisterschaft von Portugal und ist Rekordmeister des heutigen Mosambik. Zudem gewannen sowohl die Herren als auch Damenmannschaften den Afrika-Pokal der Meister.

## Allgemeine Vereinsgeschichte / Fußball
Der Verein geht auf Schüler des Gymnasiums 5. Oktober (Liceu 5 de Outubro) zurück, die 1915 eine Fußballmannschaft bildeten und sich in Hommage an den Lissabonner Verein Sporting nannten. Fünf Jahre später wurde der Verein offiziell gegründet. In den Vereinsstatuten wird der 20. Mai 1920 als Gründungsdatum vermerkt; auf dem Briefkopf des SC Lourenço Marques stand in den 1950er Jahren 1. Mai 1920. Der Verein assoziierte sich als sechster Verein mit dem Lissabonner Sporting Clube de Portugal und nannte sich fortan mit Stolz 6ª Filial do S.C.P. Das Vereinswappen zeigte den Löwen von Sporting, die Farben waren Grün und Weiß, die Trikots ebenso quergestreift.
Sporting blieb im Verlauf seiner Geschichte ein Verein der Leute, die das portugiesische Mutterland zur Verwaltung seiner Kolonie entsandte. In der Hauptsache rekrutierten sich die Mitglieder – Funktionäre und Spieler – primär aus der Polizei und der SMAE, dem Serviço Municipalizado de Água e Electricidade, dem öffentlichen Dienst wie den städtischen Wasser- und Elektrizitätswerken. Afro-Afrikaner brauchten entweder außerordentliches Talent, wie eben Eusébio, oder jemanden, der ihre Aufnahme unterstützte.
1922 wurde der Verein erster Stadtmeister von Lourenço Marques. In dem bis 1961 ausgetragenen Wettbewerb folgten acht weitere Titel. Der erste Titelgewinn bei einer die gesamte Provcia de Moçambique umfassenden Meisterschaft gelang den Hauptstädtern 1960.
Nach der Unabhängigkeit benannte sich der Klub 1976 in Sporting Clube de Maputo um. Nur zwei Jahre später erfolgte die Umbenennung in Clube de Desportes do Maxaquene, da der Verein im gleichnamigen, zentrumsnahen Viertel Maputos angesiedelt ist. Außerdem wurden die Vereinsfarben in Blau-Weiß-Rot umgeändert.
Die erfolgreichste Epoche der Vereinsgeschichte war in den 1980ern, als von 1984 bis 1986 drei Meisterschaften in Folge gelangen. Zuletzt wurde Maxaquene 2012 Sieger der mosambikanischen Liga, der Moçambola.
Der größte internationale Erfolg war 1995 der Einzug ins Halbfinale des African Cup Winners’ Cup.

### Erfolge
- Meisterschaft von Moçambique: (7) 1960, 1962, 1984, 1985, 1986, 2003, 2012.
- Stadtmeisterschaft von Lourenço Marques: (9) 1922, 1930, 1933, 1938, 1940, 1943, 1948, 1953, 1960
- Pokal von Moçambique: (9) 1978, 1982, 1986, 1987, 1994, 1996, 1998, 2001, 2010
- Taça de Honra de Maputo: (1) 2006

### Platzierungen
Platzierungen seit Einführung der eingleisigen nationalen Liga:
| 2000 | 2001 | 2002 | 2003 | 2004 | 2005 | 2006 | 2007 | 2008 | 2009 | 2010 | 2011 | 2012 | 2013 | 2014 | 2015 | 2016 | 2017 | 2018 | 2019 |
| 4    | 3    | 2    | 1    | 5    | 4    | 9    | 4    | 10   | 5    | 2    | 2    | 1    | 7    | 6    | 7    | 7    | 12   | 5    | 12   |

### Abschneiden bei internationalen Wettbewerben
| - CAF Champions League: 2 Teilnahmen 1987 – Vorrunde 2004 – Erste Runde | - African Cup Winners’ Cup: 8 Teilnahmen 1979 – Erste Runde 1983 – Erste Runde 1988 – Erste Runde 1991 – Erste Runde 1995 – Halbfinale 1997 – Erste Runde 1999 – Zweiter Runde 2002 – Erste Runde | - CAF Cup: 2 Teilnahmen 1998 – Erste Runde 2003 – Erste Runde |

### Stadion
Der Klub trägt seine Heimspiele im 15.000 Zuschauer fassenden Estádio do Maxaquene aus.

## Basketball
1968, 1971, und 1973 gewann die Basketballmannschaft des Vereins die Meisterschaft, und 1961 den Pokal von Portugal. Maxaquene wurde seit 1978 auch 18 Mal Meister von Mosambik. 1985 gewann CD Maxaquene die Taça de Campeões Africanos de Basquetebol, den Afrikapokal der Meister. Star der Vereinsgeschichte ist Simão Mataveia.
- Meisterschaften: 1980, 1981, 1983, 1984, 1986, 1987, 1988, 1989, 1991, 1992, 1993, 1995, 1997, 1999, 2000, 2004, 2009, 2010

Auch die Basketballfrauen des Vereins haben zahlreiche Titel gewonnen – darunter 1991 auch einmal den Afrikapokal der Meister. Als bedeutendste Spielerin der Vereinsgeschichte gilt Aurélia Manave.

## Handball
Die Handballabteilung wurde 1977 gegründet und im Jahr darauf nahm die erste Mannschaft an Wettbewerben teil. Bereits 1983 gewann Maxaquene die Meisterschaft von Moçambique. In späteren Jahren konnte der Verein auch einige afrikanische Zonenmeisterschaften gewinnen. Seit 1980 betreibt der Maxaquene Handball auf Frauen- und Jugendebene und hat auch hier Erfolge aufzuweisen.

## Weitere Sportarten
In den 1950er Jahren war der Schwimmsport beim SC Lourenço Marques sehr populär. Circa in den 1950er und 1960er Jahren betrieb Sporting auch Rollhockey (Hóquei em Patins), eine auf der gesamten Iberischen Halbinsel sehr populäre Sportart, konnte aber hier keine bedeutenden Titel erringen.